# ピョートル・ゲオルギエヴィチ・オリデンブルクスキー
ピョートル・ゲオルギエヴィチ・オリデンブルクスキー公爵（ロシア語: Пётр Гео́ргиевич Ольденбу́ргский, 1812年8月26日 - 1881年5月14日）は、ロシアの貴族、政治家、軍人、作曲家。ドイツのオルデンブルク大公国の公子で、ドイツ名はコンスタンティン・フリードリヒ・ペーター（Konstantin Friedrich Peter von Oldenburg）。

## 生涯
ピョートルは1812年、オルデンブルク公子ゲオルクと、ロシア皇帝パーヴェル1世の四女エカテリーナ・パヴロヴナ大公女とのあいだの次男として、ロシアのヤロスラヴリで生まれた。オルデンブルク大公家の次男であった父は実家ではわずかな財産しかもらえないため、ロシアでヴォルガ地方の総督を務めていたが、ピョートルが生まれて4カ月で急死した。ピョートルと兄アレクサンドルは母方の伯父のロシア皇帝アレクサンドル1世を後見人としたが、1816年に母エカテリーナがヴュルテンベルク王ヴィルヘルム1世と再婚すると、母と一緒にヴュルテンベルクに移ってシュトゥットガルト宮廷で養育された。1819年に母も亡くなると、兄弟はオルデンブルクの父方の祖父ペーター1世に引き取られた。伯父でオルデンブルク大公世子のアウグストは1827年になるまで世継ぎが授からなかったため、アレクサンドルとピョートルの兄弟はしばらく大公家の推定相続人として扱われていた。祖父の大公ペーター1世は2人の孫たちに実の息子同様の高度な教育を授け、彼らの見識を広げるためしばしばドイツの近隣国への教育旅行に行かせた。
1829年5月に祖父ペーター1世が亡くなり、また同年11月にピョートルの兄アレクサンドルが急死し、ピョートルは家族を全て失った。母方の叔父であるロシア皇帝ニコライ1世はピョートルを引き取り、彼を近衛軍の連隊長にした。皇帝の甥であるピョートルはすぐに出世し、陸軍中将となった。しかし4年後の1833年には軍隊を退役し、皇帝政府で働くようになった。ピョートルは1834年に国家評議会議員となった。この頃からピョートルは偉大な慈善家として知られるようになり、特に初等教育の普及問題に力を注いだ。ピョートルは1835年、未来の司法・行政官僚を育成するためのロシア帝国法律学校を創設し、1844年には女子教育支援組織の会長となった。
ピョートルは8ヶ国語を操る学者でもあった。ピョートルは1860年に皇帝官房第四部の長官となり、ロシアにおける福祉・医療施設の発展を促進するうえで中心的な役割を果たした。サンクトペテルブルクの小児病院の一つは、ピョートルの名前を冠して「ピョートル・オリデンブルクスキー公小児病院」と名乗っていた。ピョートルはまた父の祖国であるオルデンブルクにおける学校建設のために莫大な寄付金を贈った。
ピョートルはロシア国家に50年以上奉仕し、広く尊敬される存在になった。1880年にピョートルを顕彰するために開かれた大規模な祝典には、母方の従弟の皇帝アレクサンドル2世とその他のロシア皇族の大半、父方の従弟のオルデンブルク大公ペーター2世、そしてピョートルが関係する様々な組織の代表者が出席した。ピョートルはアレクサンドル2世の親友であり、皇帝が1881年3月に暗殺されるとひどく気落ちし、2か月後の5月14日に亡くなった。

## 子女
1837年4月23日、ピョートルはナッサウ公ヴィルヘルムの娘テレーゼと結婚した。夫妻は幸福な家庭生活を築き、あいだに8人の子供をもうけたが、うち1人は夭折した。公爵夫妻の家庭生活は人々の模範とされるほど立派なもので、子供にもすばらしい教育を授けた。一家は冬のあいだはペテルホフ宮殿で過ごし、夏はカメノイ＝オストロフの別荘で過ごした。
- アレクサンドラ（1838年 - 1900年） - 皇帝ニコライ1世の三男ニコライ・ニコラエヴィチ大公と結婚し、息子を2人もうける
- ニコライ（ロシア語版）（1840年 - 1886年） - マリヤ・ブラツェルと貴賤結婚し、オステルンブルク伯爵家の始祖となる
- ツェツィーリヤ（1842年 - 1843年）
- アレクサンドル（英語版）（1844年 - 1932年） - ロイヒテンベルク公爵令嬢エヴゲニヤ・マクシミリアノヴナ（ニコライ1世の外孫）と結婚
- エカテリーナ（1846年 - 1866年）
- ゲオルギー（1848年 - 1871年）
- コンスタンチン（英語版）（1850年 - 1906年） - アグリッピナ・ジャパリジェ公爵令嬢と貴賤結婚し、ツァルネカウ伯爵家の始祖となる
- テレーザ（英語版）（1852年 - 1883年） - 第6代ロイヒテンベルク公爵ゲオルギー・マクシミリアノヴィチ（ニコライ1世の外孫）と結婚